# Shishelweni
Shishelweni é uma região de Essuatíni, localizado no sudoeste do país. O centro administrativo é a cidade de Nhlangano.